# 大特里 (紐約州)
大特里（英語：Big Tree）是位於美國紐約州伊利縣的非建制地區。

## 歷史
大特里的郵局於1849年設立，其後於1907年停運。

## 地理
大特里所處的海拔為高於海平面219米（即719英呎），而該地所採用的時區為UTC-5，即北美东部时区（EST）。同時該地設有夏令時間，為UTC-5調快一小時，即UTC-4（EDT）。